# Caeneressa klapperichi
Caeneressa klapperichi är en fjärilsart som beskrevs av Obraztsov 1957. Caeneressa klapperichi ingår i släktet Caeneressa och familjen björnspinnare. Inga underarter finns listade i Catalogue of Life.